# Конрад IX Чёрный
Конрад IX Черный (пол. Konrad IX Czarny, нем. Konrad IX. von Oels, Konrad IX. „der Schwarze“; 1415/1420 — 14 августа 1471) — князь Олесницкий, Козленский, Бытомский, Сцинавский и Волувский (1450—1452, с братом Конрадом X), князь князь Олесницкий, Козленский и Бытомский (1452—1471).

## Биография
Представитель силезской линии польской династии Пястов. Старший сын Конрада V Кацкого (1381/1387 — 1439), князя Олесницкого (1412—1439), и Маргариты, происхождение которой неизвестно.
В сентябре 1439 года после смерти своего отца, Конрада V Кацкого, Конрад IX Черный и его младший брат Конрад X Белый были отстранены от наследования земель отца их дядей, князем Конрадом VII Белым, который, ссылаясь на заключенное в 1421 году соглашение между братьями о взаимном наследии, забрал их себе. Исключение составил выделенный в отдельное княжество Волув, который по завещаю Конрада V получила его жена Маргарита в качестве вдовьего удела.. В 1449 году Маргарита умерла, и Конрад VII Белый забрал Волув себе.
В марте 1450 года братья Конрад IX Черный и Конрад X Белый подняли восстания против князя Конрада VII Белого, арестовали его вместе с женой и заключили в Олесницком замке. Все земли и всё имущество своего дяди братья Конрад IX и Конрад X забрали себе. В конфликт дяди с племянниками вмешался германский король Фридрих III Габсбург. В том же 1450 году Конрад VII Белый был выпущен на свободу и уехал во Вроцлав. В июле 1450 года Фридрих III Габсбург назначил трех судей для урегулирования конфликта. В апреле 1451 года суд предписал князьям Конраду IX и Конраду X вернуть их дяде все захваченные владения и имущество. В апреле-мае 1451 года Конрад VII Белый переуступил свои права на Олесницкое княжества в пользу германского короля Фридриха III Габсбурга, несмотря на то, что его племянники не исполнили решения королевского суда и не вернули ему его владения и имущество. Фридрих III Габсбург уступил права на Олесницкое княжество своей сестре Маргарите Австрийской.
Первоначально братья Конрад IX Черный и Конрад X Белый совместно управляли всеми владениями, отобранными ими у Конрада VII. Но в 1452 году Конрад VII Белый умер, а у короля Фридриха III не было возможности силой заставить братьев выполнять решение суда, и они решили разделить совместные владения на две части: Конрад IX Черный получил во владение Олесницу, Козле, половину Бытома и город Гливице, а Конрад X Белый — Волув, половину Сцинавы, а также города Сыцув и Милич.
Во время войны за чешский престол Конрад IX Черный первоначально поддерживал Йиржи из Подебрад, в 1459 году вместе с младшим братом принес ему ленную присягу в обмен за подтверждение их прав на отцовские владения. Во время вторжения венгерского короля Матьяша Хуньяди в Силезию братья Конрад IX Черный и Конрад X Белый разорвали союз с чешским королем и принесли ему вассальную присягу на верность.
В 1459 году Конрад ІХ Черный выкупил за 1700 гривен вторую половину Бытомского княжества княжества у князя Вацлава Цешинского.
14 августа 1471 года князь Конрад IX Черный скончался. В соответствии с его завещанием его младший брат Конрад X Белый наследовал ему в Козленском и Бытомском княжествах, а Олесницкое княжество переходило во владение его вдовы Маргариты Равской.

## Семья
В 1452/1453 году Конрад IX Черный женился на Маргарите (Малгожате) Равской (1436/1440 — 1483/1485), единственной дочери князя Земовита V Равского и Маргариты Ратиборской (ум. 1459), дочери князя ратиборского Яна II Железного (ок. 1365—1424) и Елены Литовской (ум. 1449). От этого брака родилась единственная дочь:
- Барбара (1465—1479), княгиня Олесницкая (1475—1478).